# Скакун, Алексей Степанович
Алексей Степанович Скакун (1 марта 1946 , село Достоево, Ивановский район, Брестская область) — белорусский ученый-экономист, государственный деятель. Доктор экономических наук, член-корреспондент Национальной академии наук Беларуси, член-корреспондент Академии аграрных наук, академик Международной академии организационных и управленческих наук, академик Белорусской и Международной инженерных академий. Заслуженный работник сельского хозяйства Республики Беларусь.

## Биография
Окончил Гродненский сельскохозяйственный институт. Трудовую деятельность начал зоотехником колхоза «Красная Звезда» Ивановского района Брестской области. После службы в Вооружённых силах работал главным зоотехником, заместителем председателя колхоза «Молодая гвардия», председателем колхоза «Дружба» Ивановской области, заместителем председателя Ивановского райисполкома, председателем колхоза-комбината «Память Ленина» Брестской области, председателем сельскохозяйственного производственного кооператива «Астромечево» Брестской области.
Он был избран депутатом Верховного Совета Белорусской ССР 11-го созыва, членом Совета Республики Национального собрания Республики Беларусь второго и третьего и четвертого созывов.
Председатель Белорусского агропромышленного союза и Белорусского крестьянского совета.
Член делегации Национального собрания Республики Беларусь в парламентской структуре Центральноевропейской инициативы.
Автор 6 научных работ, 5 книг.

## Награды
Награждён орденами Трудового Красного Знамени , Октябрьской Революции, медалью «За трудовое отличие», Юбилейными медалями «90 лет Вооруженных Сил Республики Беларусь», «65 лет Победы в Великой Отечественной войне Республики Беларусь». 1941—1945 гг. ", «65 лет освобождения Республики Беларусь от немецко-фашистских захватчиков», две серебряные медали ВДНХ СССР , Грамота Верховного Совета БССР, Грамота Национального собрания Республики Беларусь.